# 第6屆香港電影金紫荊獎
第6屆香港電影金紫荊獎於2001年3月18日在香港科學館演講廳舉行，由香港影評人協會主辦。

## 提名及獲獎名單
注：粗體字代表名單為獲獎
| 獎項       | 名單                       |
| 最佳影片   | 花樣年華                   |
| 最佳影片   | 臥虎藏龍                   |
| 最佳影片   | 榴槤飄飄                   |
| 最佳導演   | 王家衛（花樣年華）         |
| 最佳導演   | 李安（臥虎藏龍）           |
| 最佳導演   | 杜琪峰、韋家輝（孤男寡女） |
| 最佳導演   | 陳果（榴槤飄飄）           |
| 最佳男主角 | 吳鎮宇（朱麗葉與梁山伯）   |
| 最佳男主角 | 梁朝偉（花樣年華）         |
| 最佳男主角 | 劉德華（阿虎）             |
| 最佳女主角 | 秦海璐（榴槤飄飄）         |
| 最佳女主角 | 張曼玉（花樣年華）         |
| 最佳女主角 | 鄭秀文（孤男寡女）         |
| 最佳男配角 | 吳鎮宇（公元2000）         |
| 最佳男配角 | 張家輝（救薑刑警）         |
| 最佳男配角 | 黃秋生（順流逆流）         |
| 最佳女配角 | 姚樂怡（跑馬地的月光）     |
| 最佳女配角 | 章子怡（臥虎藏龍）         |
| 最佳女配角 | 鄭佩佩（臥虎藏龍）         |
| 最佳女配角 | 潘迪華（花樣年華）         |
| 最佳女配角 | 關秀媚（九龍皇后）         |
| 最佳編劇   | 林愛華（12夜）             |
| 最佳編劇   | 韋家輝、游乃海（孤男寡女） |
| 最佳編劇   | 陳果（榴槤飄飄）           |
| 最佳編劇   | 陳慶嘉、錢小蕙（江湖告急） |
| 最佳攝影   | 杜可風、李屏賓（花樣年華） |
| 最佳攝影   | 張文寶（江湖告急）         |
| 最佳攝影   | 鮑德熹（臥虎藏龍）         |